# Clusia polyantha
Clusia polyantha är en tvåhjärtbladig växtart som beskrevs av José Cuatrecasas. Clusia polyantha ingår i släktet Clusia och familjen Clusiaceae. Inga underarter finns listade i Catalogue of Life.